# James von Berlepsch
James Cristobal Pedro von Berlepsch (* 22. April 1935 in Herrera Entre Rios, Argentinien; † 13. August 2008 in Hannover) war ein Theaterschauspieler und Gründer des Neuen Theaters Hannover (1962), das er bis zu seinem Tode leitete.

## Leben
Von Berlepsch wurde als jüngstes von vier Kindern in Argentinien geboren. Der Vater Peter von Berlepsch, ein Schweizer, studierte Land- und Forstwirtschaft, wanderte nach Argentinien aus und bewirtschaftete dort eine eigene Farm. Die Mutter Beatrice von Berlepsch, eine Engländerin, war Lehrerin. Nach dem Tod des Vaters Ende 1935 nahm eine Tante aus Hannover die Mutter mit den Kindern auf. Berlepsch besuchte die Grundschule in Hannover und am Zürichsee, anschließend das Kaiser-Wilhelm-Gymnasium Hannover bis zur Mittleren Reife und absolvierte dann eine Ausbildung zum Fernmeldetechniker bei Siemens.
Ab 1956 besuchte er das Braunschweig-Kolleg, damals noch das einzige Gymnasium für Erwachsene in der Bundesrepublik Deutschland, wo er 1958 das Abitur bestand. Es folgte eine Schauspielausbildung in der Otto-Falckenberg-Schule in München.

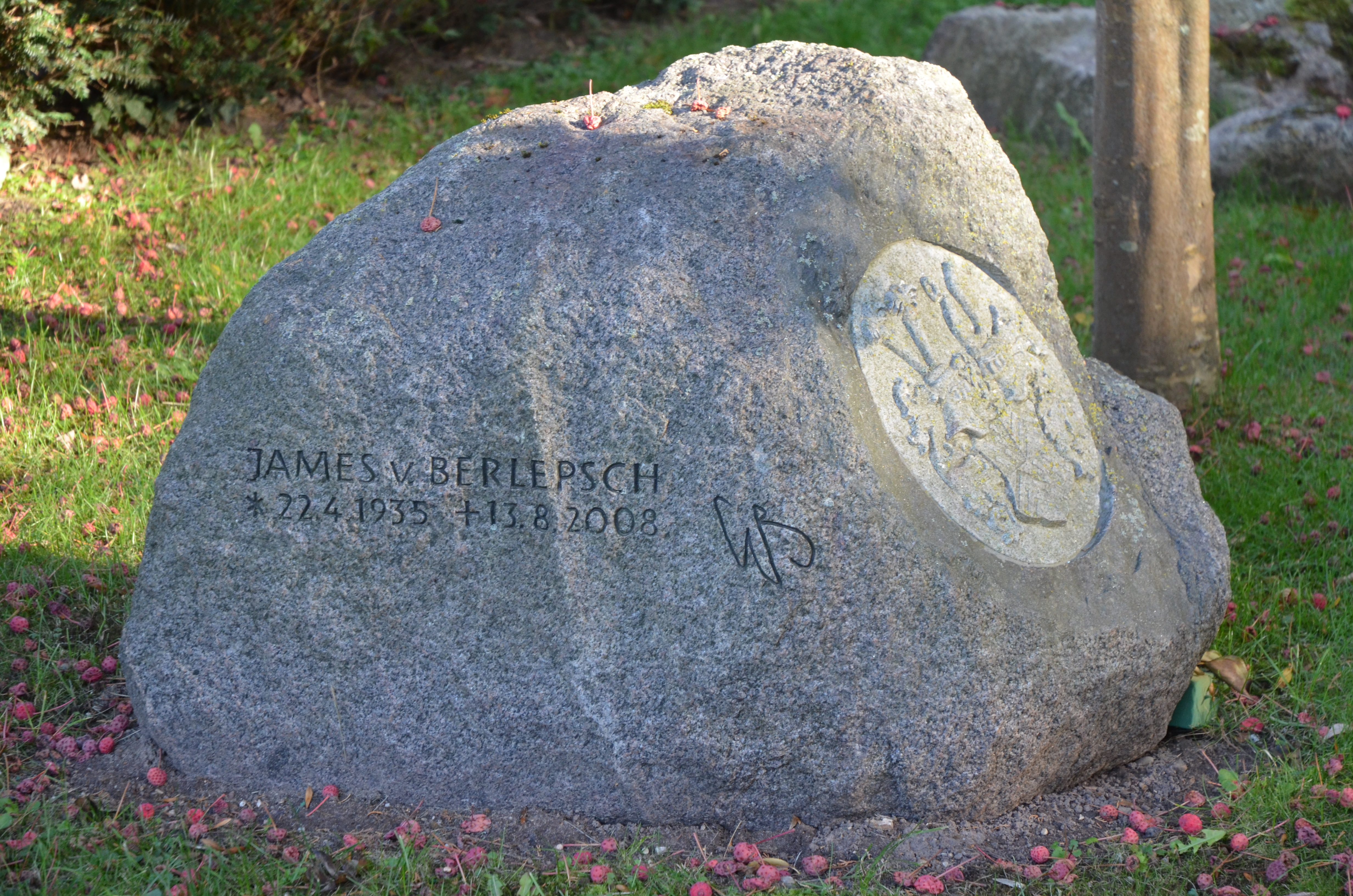
Grabstein mit dem Wappen des Geschlechtes von Berlepsch auf dem Michaelisfriedhof in Ricklingen

1962 gründete von Berlepsch in Hannover die anfangs Kleines Theater genannte Schauspielbühne in der Mehlstraße oder in der Schillerstraße bevor er die Einrichtung an den Standort in der Georgstraße 54 verlegte und am 1. Mai 1964 unter dem Namen Neues Theater eröffnete. Im selben Jahr berief der Theatergründer den Dramaturg und Regisseur Karl-Heinz Streibing an das Neue Theater, das von Berlepsch dann lebenslang leitete. In den meisten Stücken führte er Regie und spielte sehr häufig eine Hauptrolle.
Parallel dazu eröffnete von Berlepsch am 5. März 1970 im Künstlerhaus Hannover die Kammerspiele, deren letzte Vorstellung am 5. März 1977 gegeben wurde.
Unterdessen hatte von Berlepsch 1972 Sigrid von Berlepsch-Valendàs (geb. Schünemann) geheiratet. Aus der Ehe gingen zwei Söhne, Christopher von Berlepsch-Valendàs und Roderick von Berlepsch-Valendàs, hervor.

## Neues Theater in Hannover
Das Neue Theater in Hannover an der Georgstraße 54 wurde am 16. Mai 1962 von James von Berlepsch gegründet und bis zu seinem Tod im Jahr 2008 von ihm geleitet und jetzt in der 2. Generation weitergeführt. Das Neue Theater Hannover ist ein unsubventioniertes Privat-Theater in der Innenstadt. Als Theatergründer James von Berlepsch am 13. August 2008 nach schwerer Krankheit im Alter von 73 Jahren starb, erbten die beiden Söhne das Theater und Christopher von Berlepsch-Valendàs übernahm die Geschäftsführung. Die künstlerische Leitung übt seit 2008 Florian Battermann aus, den James von Berlepsch bereits 1996 als Regieassistent und Schauspieler, ab 2000 auch als Regisseur, an das Neue Theater holte.